# Přírodní park Zlatý kopec
Přírodní park Zlatý kopec je přírodní park podél státní hranice s Německem v severní části Karlovarského kraje v okrese Karlovy Vary. V přírodním parku se nenachází prakticky žádné osídlení, výjimkou je několik domů a rekreačních objektů v osadě Zlatý Kopec (německy Goldenhöhe), kde trvale žije jen několik obyvatel. Před druhou světovou válkou byl Zlatý Kopec součástí obce Ryžovna (Seifen) a žilo zde asi 350 obyvatel.
Osada Zlatý Kopec vznikla u staré hornické cesty spojující Boží Dar a saský Rittersgrün. Dnes je osada Zlatý Kopec místní části Božího Daru. Nejvyšší nadmořskou výškou v přírodním parku je vrchol Tetřeví hory (1005 metrů).

## Přírodní poměry

### Geologie
Území se nachází v Klínovecké hornatině na holorovině Krušných hor. Podložím celého území přírodního parku jsou žuly krušnohorského plutonu. Příkrov žul v horských svazích nad levým břehem Zlatého potoka tvoří metamorfované horniny, převážně fylity. Výrazným krajinným prvkem jsou v této části izolované fylitové útvary Holubí skalky nad úzkým údolím Komářího potoka. Tento zajímavý geologický výchoz tvoří morfologicky nápadná, i přes 20 metrů vysoká skaliska. V nich se objevují proužky a čočky bílého křemene, které jsou často stejně jako celá hornina detailně zvrásněny. Současná podoba Holubích skalek vznikla důsledku čtvrtohorního zvětrávání, na němž se významně podílelo opakované působení mrazu.
V křemenných žilách ve fylitech se vyskytovalo v menší míře stříbrné zrudnění, a v partiích žil s doznívající greisenizací pak výhradně cínová ruda kasiterit. Ta však na rozdíl od většiny cínowolframových ložisek v Krušných horách neobsahovala wolframovou rudu wolframit.
Na opačné straně nad pravým břehem Zlatého potoka pod vrchem Kaffenberg převládají amfibolity s čočkami zrudněných amfibolických skarnů.

### Hydrologie
V přírodním parku pramení Zlatý potok, který v hluboce zaříznutém údolí protéká celou oblastí od jihovýchodu k severozápadu a odvádí vody z holoroviny Krušných hor. Protéká Zlatým Kopcem a na českoněmecké hranici u zaniklého Českého mlýna opouští území parku i Českou republiku.
Dalším vodním tokem v přírodním parku je Hrazený potok (levostranný přítok Zlatého potoka), na kterém se nacházejí jezírka s kamennými hrázemi neznámého stáří a vodní kaskády s malými vodopády.
Na hranici parku a zároveň podél státní hranice se Saskem teče Komáří potok.

### Flóra a fauna
Téměř celé území přírodního parku pokrývají relativně nepoškozené smrkové lesy s fragmenty horských bučin. V jejich podrostu se nalézá typická vegetace krušnohorských smrčin – kapraď rozložená (Dryopteris dilatata), sedmikvítek evropský (Trientalis europaea) a třtina chloupkatá (Calamagrostis villosa). Na zachovalých horských loukách v okolí Zlatého Kopce roste prha arnika (Arnica montana), koprník štětinolistý (Meum athamanticum), zvonečník černý (Phyteuma nigrum) a hruštička menší (Pyrola minor). Z nepůvodních zavlečených druhů rostou v okolí bývalého osídlení jestřábník oranžový (Hieracium aurantiacum) a jirnice modrá (Polemonium caeruleum).
Na území parku žije jelen lesní (Cervus elaphus) a prase divoké (Sus scrofa), z ptáků zde hnízdí sluka lesní (Scolopax rusticola), datel černý (Dryocopus martius) a vzácná sova sýc rousný (Aegolius funereus). Ve starých opuštěných štolách zimuje netopýr severní (Eptesicus nilssonii) a několik dalších druhů netopýrů. Na lokalitě dolů Gottlieb a Johannes se podařilo za pět let okroužkovat téměř 600 jedinců 7 druhů netopýrů. Na odvalech starých dolů žije ještěrka obecná (Lacerta agilis) a ještěrka živorodá (Zootoca vivipara). Na loukách je k vidění řada druhů motýlů.

## Hornická činnost

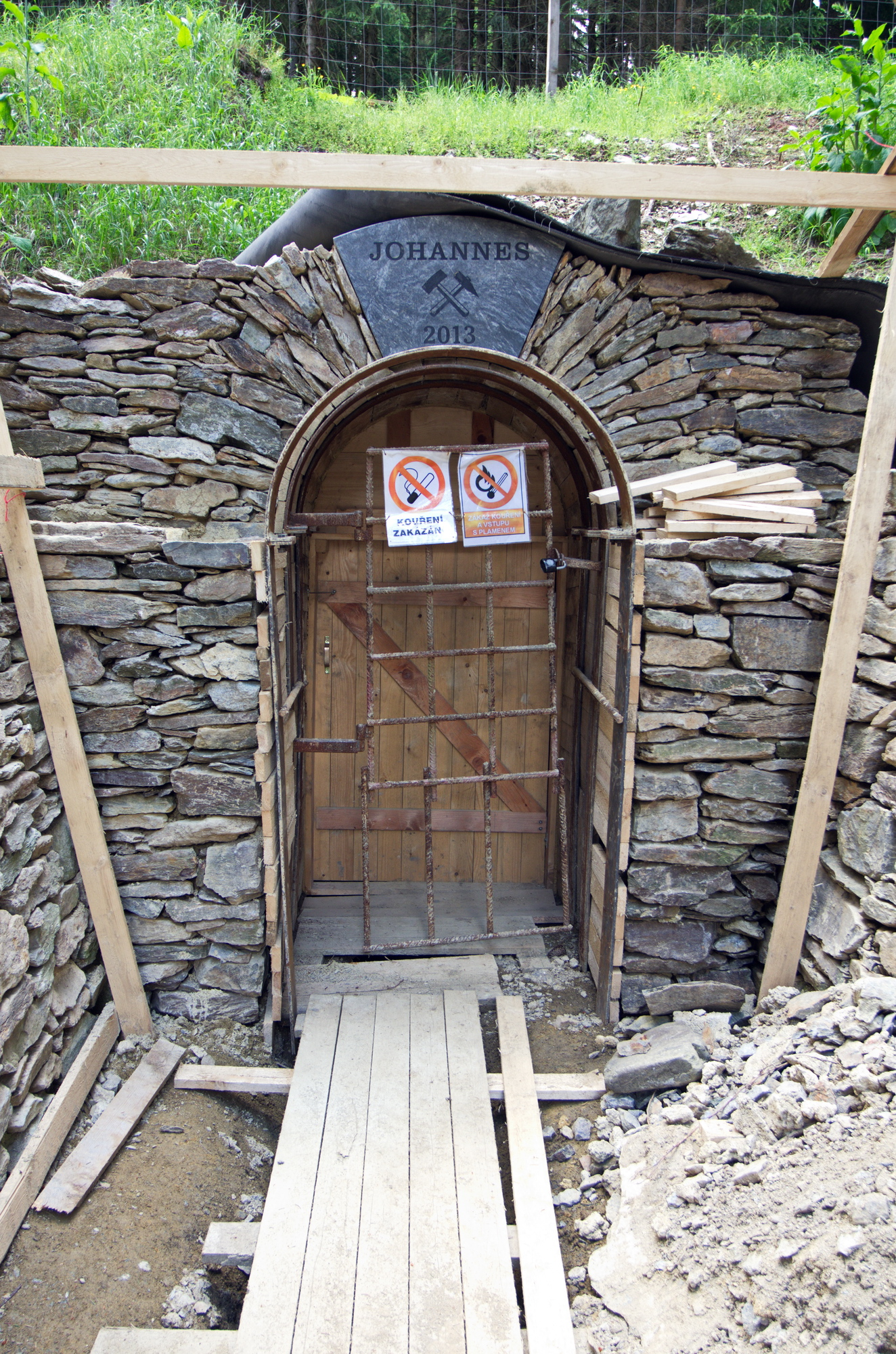
Opravený portál štoly Johannes (červen 2014)

Ložisko Zlatý Kopec je známé od nejstarších dob dolování v Čechách. Dolování bylo často zastaveno a znova obnoveno.
V širokém okolí Zlatého Kopce se nacházejí rudy cínu, železa, mědi, stříbra, zinku a uranu. Těžba cínových, železných, v menším rozsahu i měděných a stříbrných rud zde probíhala prokazatelně od 16. století, což dokladuje zápis v horním řádu krále Ferdinanda I. z roku 1548. Nelze ovšem vyloučit, že počátky rýžování cínové rudy kasiteritu (cínovce) jsou staršího data, ovšem bez historických dokladů. Nejvýznamnější byla v okolí Zlatého kopce těžba cínových rud. Těžilo se zde ve dvou typech ložisek cínu. V okolí Hrazeného potoka pod Komářím vrchem to bylo cínové zrudnění ve strmých křemenných žilách ve fylitech. Na protějších svazích nad údolím Zlatého potoka pod Kaffenbergem to bylo skarnové ložisko.
Polymetalické skarnové ložisko Kaff bylo pravděpodobně objeveno těžaři ze saského Breitenbrunnu koncem 15. nebo počátkem 16. století. Výskyt magnetitu byl z tohoto prostoru popsán už v roce 1530. O magnetitu z Kaffu se zmiňují v roce 1562 i jáchymovský pastor Johannes Mathesius a v roce 1590 autor Míšeňské kroniky Petrus Albinus.
Vzhledem k ložiskovým poměrům je možné, že v období těžby cínu v 16. století byla důlní díla na kótách Kaffenberg (924 m n. m.) a Hraniční vrch (936 m n. m.) vedena také pod nynější státní hranicí s Německem, protože i zrudnění překračuje současnou státní hranici.
Později, zhruba od poloviny 19. století, se zde těžily i zinkové rudy, které byly dříve vyhazovány na odvaly, protože znalost získávání zinku z těchto rud nebyla v době hlavní těžby cínu (16. století) v Evropě dosud známa. Proto při prohlídkách odvalů v polovině 19. století leželo na haldách dolů velké množství zinkové rudy sfaleritu.
Krátce po druhé světové válce se v okolí Zlatého Kopce prováděl průzkum na uran a s nevalnými úspěchy se těžily uranové rudy.
Nový báňský průzkum se zaměřením na polymetalické rudy cínu, železa, mědi a zinku se zde prováděl ještě v 50. a 60. letech 20. století.
Ve skarnové oblasti bylo rudní ložisko otevřeno na tzv. Předním Kaffu zejména štolou Johannes, na  Zadním Kaffu štolami Kohlreuter, Segen Gottes, Dreikönig a Mathesius.
Do dnešní doby se dochovalo velké množství pozůstatků po dolování. Při začátku údolí se nachází mohutný odval dolu Hoffnung zu Gott, který byl v provozu ještě ve dvacátých a třicátých letech 20. století a byl znovu prozkoumán Jáchymovskými doly při prospekci na uran počátkem 50. let. Ve štole Johannes se zachovaly velkolepé poruby o délce 60 m, šířce 20 m a výšce až 10–12 m, v dole Kohlreuter se stejnojmennou štolou se zachovaly poruby dlouhé až 40 m a 25 m široké. Pod štolami Segen Gottes a Dreikönig jsou mohutné odvaly, na nichž je možné nalézt ukázky rudních minerálů.
Hospodářské zázemí pro doly představovalo údolí Zlatého potoka, kde se ruda drtila a upravovala před jejím dalším hutním zpracováním. Poslední z těchto úpraven, stoupa dolu Kohlreuter, byla v provozu ještě kolem roku 1870.

## Cesta na seznam světového dědictví UNESCO

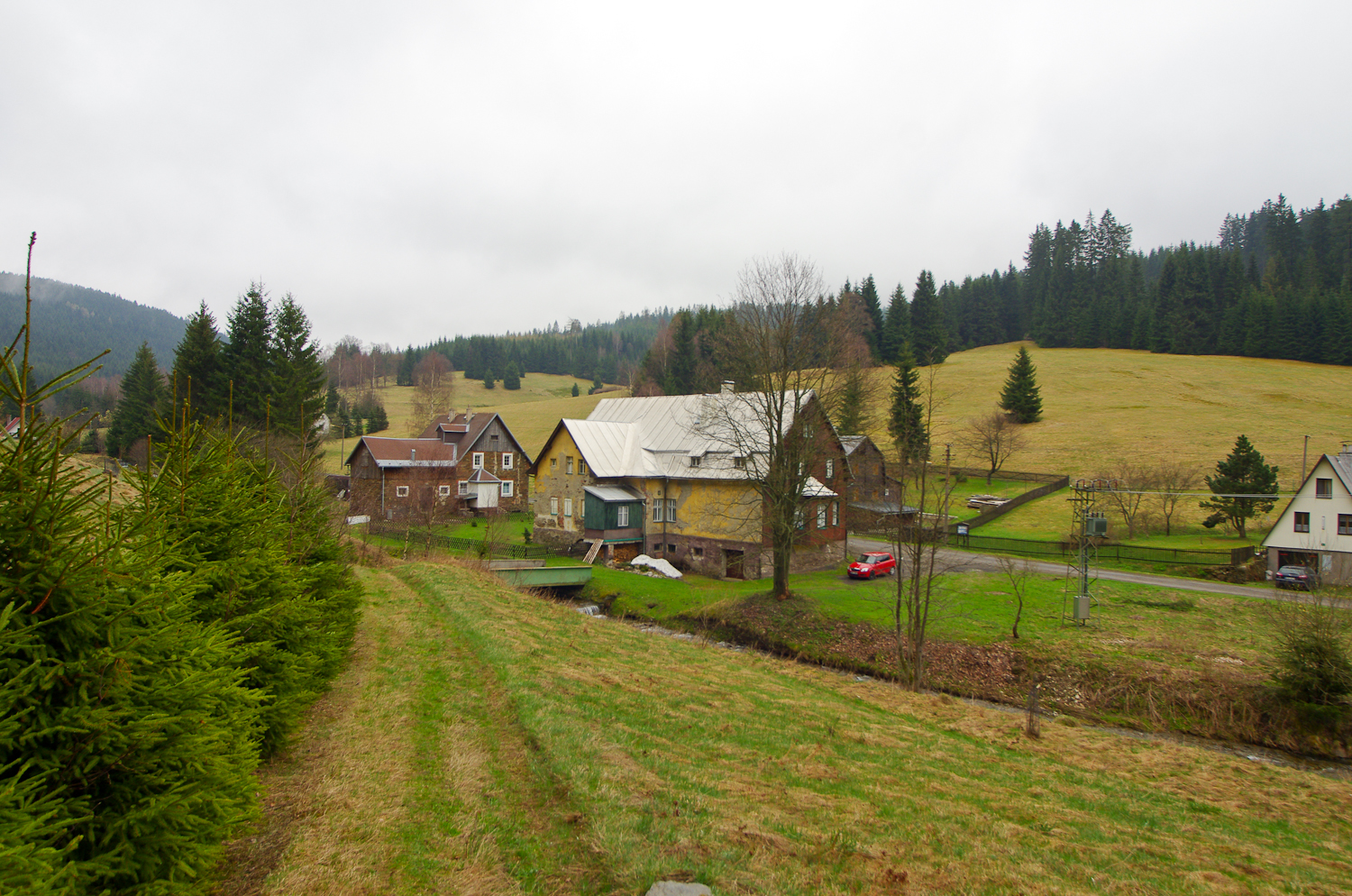
Osada Zlatý Kopec

Zachovalé hornické památky ve skarnovém revíru Zlatý Kopec – Kaff a Montánní krajina Zlatý Kopec – Hrazený potok jsou spolu s dalšími hornickými památkami na české a německé straně Krušných hor zahrnuty do společné žádosti o zapsání na Seznam světového dědictví UNESCO. Žádosti předcházela patnáctiletá příprava. Dne 20. ledna 2014 podepsali v Drážďanech bývalý český ministr kultury Jiří Balvín a saský ministr vnitra Markus Ulbig společnou dokumentaci k německo-české žádosti o zápis „Hornické kulturní krajiny Erzgebirge/Krušnohoří“ na Seznam světového dědictví UNESCO. Dopisem z 28. února 2014 oficiálně potvrdilo Centrum světového dědictví v Paříži převzetí nominační dokumentace a její úplnost.
O zapsání Hornické krajiny Erzgebirge/Krušnohoří na seznam světového dědictví UNESCO se mělo rozhodnout na 40. zasedání Výboru pro světové dědictví v červnu 2016 v tureckém Istanbulu.
V září 2015 navštívili experti z mezinárodní organizace ICOMOS, poradního orgánu pro UNESCO, během jedenácti dní všech pětaosmdesát památkových lokalit, nominovaných na zápis. Setkali se se zástupci ministerstev, lidmi z oblasti památkové péče, starosty i členy hornických spolků. Z centrály UNESCO v Paříži dorazily otázky, a to jak na českou, tak německou stranu. Ty bylo třeba zodpovědět. Experti doporučili žádost doladit. Na základě jejich doporučení se rozhodli zástupci saského ministerstva vnitra a českého ministerstva kultury stáhnout žádost o zápis Hornické kulturní krajiny Krušnohoří. Rozhodnutí o zařazení hornických památek na seznam UNESCO tak v roce 2016 nepadlo.
Zařazení krušnohorských hornických památek na seznam UNESCO se protáhlo do roku 2019 a předcházelo tomu odeslání přepracované žádost.
Dne 6. července 2019 došlo k zapsání lokality jako součásti Hornické krajiny Abertamy – Horní Blatná – Boží Dar pod souhrnným názvem Hornický region Erzgebirge/Krušnohoří na Seznam světového dědictví UNESCO.

## Turistika

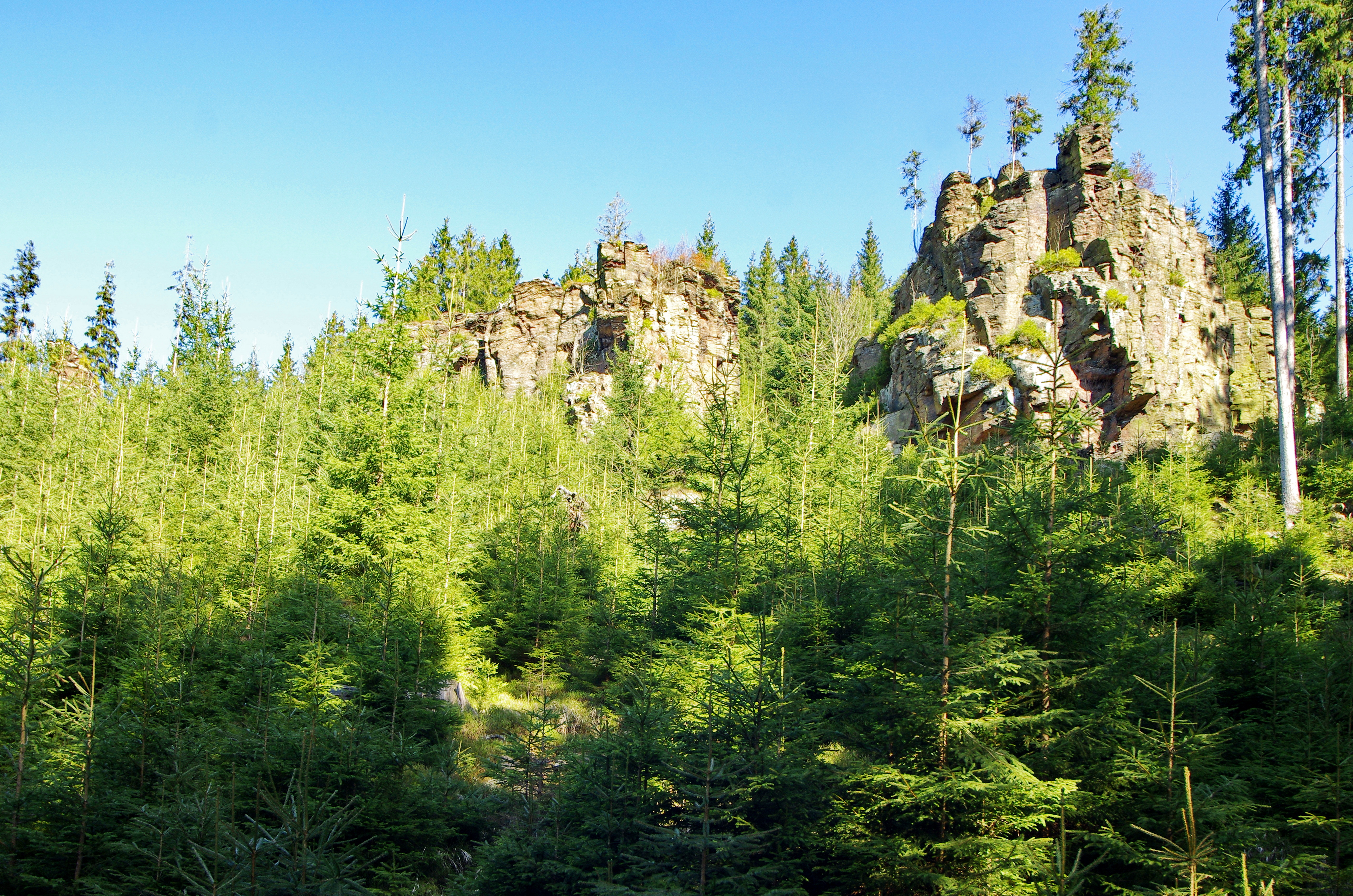
Holubí skalky

Oblast je dobře přístupná ze silnice mezi Božím Darem a Ryžovnou, kde u vodní nádrže Myslivny odbočuje na sever cyklostezka č. 2002, která se po asi 2,5 km napojí na cyklostezku č. 2008. Ta pokračuje přes osadu Zlatý Kopec až ke státní hranici u zaniklé osady Český Mlýn.
Jihovýchodní částí přírodního parku prochází v délce asi 4,5 km naučná stezka Ježíškova cesta.
Kromě jiných historických objektů má veřejnost možnost navštívit vytěžené podzemní prostory, které byly v dávné minulosti otevřeny štolou Johannes. Ke slavnostnímu otevření prohlídkové štoly Johannes došlo v pátek 24. dubna 2015.
Turisticky zajímavým cílem v Přírodním parku jsou skalní útvary Holubí skalky. Tyto skalky patří k nejzajímavějším geologickým výchozům celých Krušných hor. Pod skalisky probíhá podél česko-saské hranice a podél hraničního Komářího potoka tzv. Mílovská cesta. Ta spojuje zaniklou osadu Český mlýn s další zaniklou osadou Mílovem. Cesta byla upravena a rozšířena na počátku 20. století, o čemž svědčí i letopočet vyražený do skály v serpentině pod Holubími skalkami. Díky provedeným úpravám je využívána i cykloturisty. Úsek od Českého mlýna k Holubím skalkám je však dosti strmý a na úseku dlouhém přibližně 2,7 km činí převýšení přibližně 200 m.